# Машурко, Владимир Михайлович
Машурко Владимир Михайлович (30.07.1889 г. — 20.08.1919 г.) — Герой Первой Мировой войны, русский военный лётчик, подпоручик, Кавалер ордена Святого Георгия 4-й степени, Георгиевского Креста 4-й степени, орденов Святого Владимира и Святого Станислава.

## Биография
Родился 30 июля 1889 года в Кутаиси. Отец — статский советник. После окончания в 1907 году Кутаисской гимназии с золотой медалью поступил в Санкт-Петербургский политехнический институт на кораблестроительное отделение. 12 января 1915 года по личному заявлению принят «охотником» в 1-ю авиационную роту и откомандирован на Теоретические авиационные курсы имени В. В. Захарова (класс авиационных мотористов) при Петроградском политехническом институте. В марте 1915 года по окончании курсов направлен для обучения полётам в Севастопольскую авиационную школу. Первый самостоятельный полёт на аэроплане «Моран-Ж» совершил 19 сентября 1915 года. Экзамен на звание лётчика выдержал 21 октября 1915 года. Службу проходил в 14-м корпусном авиационном отряде.
Приказом № 67 от 05.04.1916 г. по штабу 9-й Армии ефрейтор Марушко В. М. награждён Георгиевским крестом 4-й степени (№ 680522)
«За то, что под сильным артиллерийским обстрелом 12 и 19 марта 1916 года произвел разведку тыла противника, причём сделал фотографические снимки»
31.10.1916 года приказом № 1789 по Армиям Юго-Западного фронта старший унтер-офицер Машурко В. М. за боевые отличия произведён в прапорщики.
15 октября, совершая разведывательный полёт, из-за неисправности двигателя совершил вынужденную посадку на территорию, занятую противником. Оказался в австрийском плену. Возвратился из плена в 1918 году. Октябрьский переворот не принял, вступил в Добровольческую армию. Воевал в 4-м авиационном отряде.
Погиб 20.08.1919 года

## Награды
- Орденом Святого Станислава 3-й степени с мечами и бантом (Приказ по 9-й армии от 25.05.1917 г. за № 362).
- Орденом Святого Владимира 4-й степени с мечами и бантом (Приказ от 14.09.1917 г за № 944 по русским войскам Румынского фронта)
- Орденом Святого Георгия 4-й степени — Приказом по 9-й армии № 672 от 18.11.1917 г.

«за то, что производя ряд полетов, мужественно с опасностью для жизни, под огнем неприятельских зенитных батарей и пулеметов, корректировал стрельбу наших батарей и пристрелял три неприятельские батареи, произвел фотографирование неприятельских позиций в районе верхнего течения ручья Барат — притока р. Путна, чем и способствовал овладению высотой 1292 войсками 36-го армейского корпуса 10.07.1917 г.»